# Villeurbanne
Villeurbanne és un municipi francès, situat a la metròpoli de Lió i a la regió d'Alvèrnia - Roine-Alps. És la segona ciutat més important de la connurbació de Lió. L'any 2013 tenia 147.192 habitants.

## Nadius il·lustres
- Henri Cochet, tennista
- Mickaël Miro, cantant i compositor
- Laure Manaudou, nedadora
- Florent Manaudou, nedador
- Robert de Montessus de Ballore (1870-1937), matemàtic